# Царскосельское Братское кладбище
Царскосе́льское Бра́тское кла́дбище геро́ев Пе́рвой миро́вой войны́ — уничтоженное мемориальное кладбище, находившееся на южной окраине Пушкина на Гусарской улице, рядом с Казанским кладбищем. Признано объектом культурного наследия регионального значения. Планируется его восстановление.

## История

### Воинские участки на Казанском кладбище
В конце XIX века военные чины Царскосельского гарнизона погребались на специально отведённом (полковом) участке Казанского кладбища, устроенном по инициативе великого князя Владимира Александровича. Обширный участок земли одной стороной примыкал к городскому кладбищу, а с трех других был окружён валом.
В центре участка находилась каменная часовня. Она была построена при участии попечителя кладбища генерал-майора А. А. Евреинова на средства, собранные Царскосельским гарнизоном в память коменданта Царского Села генерала от инфантерии П. А. Степанова. Закладка часовни протопресвитером Александром Желобовским состоялась в 1891 году; освящение — 11 (23) августа 1892 года в присутствии великого князя Владимира Александровича и великой княгини Марии Павловны. В часовне находился образ Святой Троицы со святыми — покровителями царскосельских полков: святителя Николая Чудотворца, преподобных Зосимы и Савватия Соловецких, святого Павла Исповедника и мученика Иулиана Тарсийского.
К началу Первой мировой войны участок был заполнен. Последнее по времени захоронение — это могила погребённого здесь 30 августа (12 сентября) 1914 года, убитого на войне штаб-ротмистра А. П. Корвин-Вержбицкого.

### Кладбище на современном месте
Вопрос погребения убитых на войне или скончавшихся от ран в царскосельских госпиталях воинов встал очень остро. В связи с этим императрица Александра Фёдоровна обратилась к коменданту Царского Села генерал-лейтенанту Н. В. Осипову с просьбой о выделении нового участка. Для нового кладбища было предусмотрено место рядом с домом кладбищенского священника, справа перед входом на Казанское кладбище.
В конце 1914 года на кладбище уже было захоронено 25 воинов: 10 солдат и 15 офицеров. Убранство кладбища отличалось простотой: оно было обнесено временной деревянной оградой с единственными воротами, вдоль окружающего рва были посажены ели, а по сторонам главной аллеи — туи. Почти всех воинов, погибших на фронте  или скончавшихся в лазаретах Императрицы, она или её дочери провожали до кладбища, которое они часто посещали. Кладбище стало первым официальным воинским братским кладбищем воинов Русской Армии, павших в Первую мировую войну, и стало  называться «Первым Братским кладбищем на Руси». 
18 (31) августа 1915 год состоялась закладка временного деревянного храма иконы Божией Матери «Утоли моя печали» по проекту гражданского архитектора С. Ю. Сидорчука, освящённого 4 (17) октября того же года. К этому времени на кладбище было более 400 погребений. К 1917 году было более 1500 погребений. 

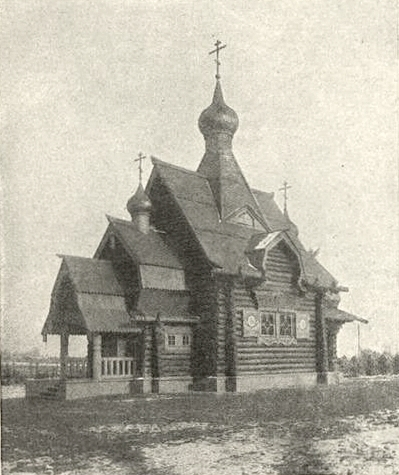
Церковь на Братском кладбище

После октября 1917 года заботы по сохранению кладбища взял на себя приход храма, закрытого 2 февраля 1938 года. В 1950-е годы кладбище было снесено бульдозерами. Сверху был присыпан слой земли. Южная половина участка была занята новыми захоронениями, а на северной были разведены огороды.
Богослужение на месте кладбища вновь состоялось только весной 2000 года. На месте утраченного храма 3 февраля 2001 года был освящён деревянный крест. В том же году территория была очищена от свалки и огородов, а в 2006 году она была внесена в список выявленных объектов культурного наследия.
11 ноября 2008 года на кладбище была установлена и освящена памятная стела, посвященная героям Первой мировой войны (главный архитектор В.Н. Филиппов, архитекторы: М.А. Бунин, Ю.В. Затыкин, В.И. Мухин). Одновременно данным авторским коллективом была разработана концепция дальнейшего обустройства с созданием мемориала с храмом-памятником.
9 июля 2014 года рабочая группа Совета по сохранению культурного наследия при Правительстве Санкт-Петербурга одобрила Акт по результатам государственной историко-культурной экспертизы, выполненной по заказу Фонда "Воинский собор", с обоснованием включения территории кладбища в единый государственный реестр. КГИОП начал подготовку документа.
С 1 по 4 августа кладбище было одним из основных мест памятных торжеств в честь 100-летия начала Первой мировой войны.
12 ноября 2015 года Комитет по градостроительству и архитектуре Санкт-Петербурга утвердил эскизный проект мемориального комплекса, выполненный Фондом "Воинский собор" (главный архитектор Владимир Филиппов). Согласно решению Общественной Палаты и Администрации Санкт-Петербурга, мемориальный комплекс получит наименование «Могила Неизвестного Солдата Первой мировой войны». Перед стелой будет устроена площадь с Вечным Огнем Неизвестному Солдату Первой Мировой Войны и  флагштоками на ее ограждении для копий знамён российской императорской армии. Также предполагается установить 26 крестов-памятников в честь всех родов войск и гражданских организаций - участников войны, мемориальные плиты с основными датами Первой мировой войны, памятный знак, посвящённый сёстрам милосердия (в том числе Императрице со старшими дочерьми). Одним из центров мемориала будет восстановленная деревянная церковь иконы Божией Матери «Утоли Моя Печали».

## Захоронения
Среди погребённых на кладбище:
- Андреев Николай Алексеевич (1849—1916), протоиерей Собственного Его Императорского Величества Конвоя и Сводного пехотного полка
- Гриппенберг, Оскар-Фердинанд Казимирович (1838—1915) — генерал от инфантерии
- Николаев, Павел Тимофеевич (1862—1916) — генерал-лейтенант, бывший командир лейб-гвардии 1-го стрелкового его величества полка
- Орлов, Иван Александрович (1895—1917) — поручик, лётчик, командир первого в России истребительного авиаотряда
- Пфейфер, Дмитрий Николаевич (1870—1914) — генерал-майор, командир лейб-гвардии 2-го стрелкового Царскосельского полка